# Абиссобротула
Абиссобротула, или глубоководная бротула (лат. Abyssobrotula galatheae), — глубоководный вид лучепёрых рыб, относящийся к семейству ошибневых. Иногда её считают самой глубоководной рыбой в мире, хотя за статус таковой «конкурируют» несколько видов.
Первые представители этого вида, попавшие в руки учёных, были ошибочно приняты за Holcomycteronus profundissimus. Однако в 1977 году Нильсен (Jørgen G. Nielsen) описал новый вид. Имя ему дали в честь третьей экспедиции Galathea, в ходе которой был отловлен экземпляр данного вида рыб.

## Распространение и образ жизни
Обитает в тропических и субтропических водах, фиксируется на глубинах более 3110 м. Обнаружена на глубине 8370 м. Основу диеты составляют многощетинковые черви и ракообразные (равноногие и бокоплавы). Размножение происходит путём кладки яиц (икры), как и у других представителей семейства.

## Описание
Короткая голова, мягкое тело с хвостом. Небольшие, спрятанные глаза, которые вряд ли функционируют. На голове есть сенсорные поры. Зубы мелкие. Скелет рыбы состоит из 18—21 позвонка. От других глубоководных обитателей абиссобротулу можно отличить по плавникам.